# Himalopsyche yongma
Himalopsyche yongma är en nattsländeart som beskrevs av Schmid 1963. Himalopsyche yongma ingår i släktet Himalopsyche och familjen rovnattsländor. Inga underarter finns listade i Catalogue of Life.